# Juventus Football Club 1997-1998
Questa voce raccoglie le informazioni riguardanti la Juventus Football Club nelle competizioni ufficiali della stagione 1997-1998.

## Stagione
(Roberto Beccantini, 11 maggio 1998)

Il neoacquisto Filippo Inzaghi e il capitano Antonio Conte, i due match winner della Supercoppa italiana 1997 vinta a spese del (3-0).

Il calciomercato juventino dell'estate 1997 si concentrò soprattutto sul reparto avanzato, con le cessioni dell'altalenante Bokšić e del giovane Vieri, quest'ultimo sacrificato dinanzi a un'irrinunciabile offerta economica; svestirono il bianconero anche due protagonisti del precedente e vittorioso biennio di campagne europee, Jugović e Porrini. Il maggiore acquisto della sessione fu rappresentato dal fresco capocannoniere della Serie A, l'emergente Filippo Inzaghi, chiamato a diventare il nuovo partner d'attacco di Del Piero; a rimpolpare il comparto offensivo arrivò anche l'uruguaiano Fonseca, mentre l'undici base vide altresì l'innesto del terzino Birindelli.
La stagione si aprì con la vittoria della Supercoppa di Lega, la seconda nella storia del club, superando agevolmente al Delle Alpi il Vicenza (3-0) grazie alla doppetta di Inzaghi e alla rete finale del capitano Conte – quest'ultimo tornato a pieno regime dopo il grave infortunio che l'aveva tenuto lontano dai campi per quasi tutta la precedente annata. In campionato, fin dalle prime giornate, soprattutto a causa di un passo falso a Marassi contro la Sampdoria, la Juventus si ritrovò a dover inseguire l'Inter.

Il rinforzo d'autunno Edgar Davids (a destra) si rivelò decisivo nel rimettere in carreggiata il centrocampo – e la stagione – dei bianconeri.

Sul fronte della Champions League gli uomini di Marcello Lippi, finalisti uscenti, trovarono qualche inatteso ostacolo nella fase a gironi: chiusero infatti il proprio raggruppamento, composto dagli inglesi del Manchester Utd, dagli olandesi del Feyenoord e dalla matricola slovacca del Košice, alle spalle dei primeggianti mancuniani, ottenendo l'accesso alla fase a eliminazione diretta solo per ripescaggio tra le migliori seconde. Frattanto in Serie A, alla 14ª giornata la formazione venne sconfitta per 1-0 dai nerazzurri nel derby d'Italia a San Siro: ciò non pregiudicò la rincorsa dei bianconeri, che anche a causa di una successiva frenata interista sopravanzarono i rivali facendo loro il simbolico titolo d'inverno.
In questa prima parte di stagione la squadra aveva tuttavia palesato qualche sbandamento di troppo, in particolar modo a centrocampo, sicché il mercato di riparazione portò a Torino l'olandese Davids, strappato ai rivali del Milan con un'operazione che sarà la chiave di volta dell'annata: frettolosamente etichettato come «mela marcia» dallo spogliatoio rossonero, al contrario a Torino il Pitbull diventò subito imprescindibile per le dinamiche del gioco bianconero, divenendo un pilastro di Madama per gli anni a venire. L'autunno piemontese accolse anche il giovane uruguaiano Zalayeta, promettente attaccante e valido rincalzo.

La festa-scudetto al termine della vittoriosa sfida al Delle Alpi sul (3-2) del 10 maggio 1998.

Nel girone di ritorno i torinesi controllarono il tentativo di rimonta dei milanesi, che pure infilarono 6 vittorie consecutive. Nel frattempo dovettero però rinunciare alla Coppa Italia dove, dopo aver eliminato nei turni precedenti Brescello, Lecce e Fiorentina, caddero in semifinale contro la Lazio poi vincitrice dell'edizione. Intanto nella fase ad eliminazione diretta di Champions League la Juventus, dopo aver superato ai quarti di finale gli ucraini della Dinamo Kiev (1-1 a Torino e 4-1 a Kiev) e in semifinale i monegaschi del Monaco (4-1 a Torino e ininfluente sconfitta 3-2 nel Principato), approdò per la terza stagione consecutiva in finale.
In Serie A il duello-scudetto si decise negli ultimi turni, con l'Inter ulteriormente distanziata per effetto del kappaò nello scontro diretto del 26 aprile 1998 al Delle Alpi. Il 3-2 interno contro il Bologna, il successivo 10 maggio, assicurò ai bianconeri il 25º tricolore con un turno di anticipo; la tripletta della vittoria fu siglata da Inzaghi, a segno per 27 volte nell'intera stagione. Infine, l'annata in Champions League si concluse con la sconfitta per 1-0 nella finale di Amsterdam contro il Real Madrid – sebbene sul decisivo gol di Predrag Mijatović rimase l'ombra di un presunto fuorigioco, fatto che alimentò numerose polemiche anche negli anni a venire.

## Divise e sponsor

La Juventus a Cesena il 3 agosto 1997 con indosso la speciale divisa rosanero celebrativa del centenario

Lo sponsor tecnico per la stagione 1997-1998 fu Kappa, mentre lo sponsor ufficiale fu Sony MiniDisc.
Nell'anno del suo centenario la Juventus andò in controtendenza rispetto alla tradizione calcistica, proponendo una prima divisa che anziché strizzare l'occhio al passato segnò un «taglio netto» con esso, dividendo i suoi tifosi tra entusiasti e detrattori: la maglia, ammantata di motivi «tondeggianti» in particolar modo su spalle e schiena, vide una drastica diminuzione del numero dei pali – e il conseguente aumento a dismisura della loro larghezza –, nonché il sopravvento del nero sul bianco per quanto concerne la ripartizione delle tinte sociali; cosa ancor più evidente su pantaloncini e calzettoni, entrambi scuri. Ancora in contrasto con la tradizione, inoltre, lo stemma e le stelle vennero trasferiti dal petto alla manica sinistra.
Per la seconda divisa venne pressoché confermato il template introdotto nella stagione precedente, un completo blu con «stellone» bordate di bianco su spalle e pantaloncini, e bande gialle a correre lungo braccia e gambe; uniche novità furono un differente colletto e, anche qui, il succitato dirottamento di stemma e stelle sulla manica sinistra.
I cento anni della squadra vennero celebrati da una speciale divisa ad hoc che ricalcava quella del 1897, ovvero una maglia rosa – qui arricchita da colletto e piping neri – abbinata a pantaloncini e calzettoni neri; a differenza delle prime due uniformi stagionali, e a rimarcare l'intento commemorativo, questa casacca non mostrava l'allora stemma juventino bensì il logo Juvecentus creato per l'anniversario, posizionato nello scollo. Tale divisa venne approntata unicamente per la Coppa del Centenario - Trofeo Repubblica di San Marino giocato il 3 agosto 1997 a Cesena contro il Newcastle Utd.
| Casa        | Trasferta   | Centenario |
| 1ª portiere | 2ª portiere |            |

## Rosa
| N. |                       | Ruolo | Calciatore                     |
| -- | --------------------- | ----- | ------------------------------ |
| 1  | Italia (bandiera)     | P     | Angelo Peruzzi (vice capitano) |
| 2  | Italia (bandiera)     | D     | Ciro Ferrara                   |
| 3  | Italia (bandiera)     | D     | Moreno Torricelli              |
| 4  | Uruguay (bandiera)    | D     | Paolo Montero                  |
| 5  | Italia (bandiera)     | C     | Fabio Pecchia                  |
| 6  | Portogallo (bandiera) | D     | Dimas Teixeira                 |
| 7  | Italia (bandiera)     | C     | Angelo Di Livio                |
| 8  | Italia (bandiera)     | C     | Antonio Conte (capitano)       |
| 9  | Italia (bandiera)     | A     | Filippo Inzaghi                |
| 10 | Italia (bandiera)     | A     | Alessandro Del Piero           |
| 11 | Italia (bandiera)     | A     | Michele Padovano               |
| 12 | Italia (bandiera)     | P     | Michelangelo Rampulla          |
| 13 | Italia (bandiera)     | D     | Mark Iuliano                   |
| 14 | Francia (bandiera)    | C     | Didier Deschamps               |
| 15 | Italia (bandiera)     | D     | Alessandro Birindelli          |

| N. |                        | Ruolo | Calciatore          |
| -- | ---------------------- | ----- | ------------------- |
| 16 | Italia (bandiera)      | A     | Nicola Amoruso      |
| 17 | Italia (bandiera)      | P     | Morgan De Sanctis   |
| 18 | Uruguay (bandiera)     | A     | Daniel Fonseca      |
| 20 | Italia (bandiera)      | C     | Alessio Tacchinardi |
| 21 | Francia (bandiera)     | C     | Zinédine Zidane     |
| 22 | Italia (bandiera)      | D     | Gianluca Pessotto   |
| 23 | Italia (bandiera)      | D     | Marco Zamboni       |
| 24 | Italia (bandiera)      | C     | Raffaele Ametrano   |
| 25 | Uruguay (bandiera)     | D     | César Pellegrín     |
| 26 | Paesi Bassi (bandiera) | C     | Edgar Davids        |
| 27 | Uruguay (bandiera)     | A     | Marcelo Zalayeta    |
| 31 | Italia (bandiera)      | D     | Salvatore Aronica   |
| 32 | Italia (bandiera)      | C     | Luigi Giandomenico  |
| 35 | Italia (bandiera)      | C     | Marco Rigoni        |
| 37 | Italia (bandiera)      | P     | Stefano Sorrentino  |

## Calciomercato

### Sessione estiva
| Acquisti | Acquisti              | Acquisti | Acquisti                    |
| R.       | Nome                  | da       | Modalità                    |
| -------- | --------------------- | -------- | --------------------------- |
| D        | Alessandro Birindelli | Empoli   | definitivo (4,5 miliardi ₤) |
| D        | Marco Zamboni         | Chievo   | definitivo                  |
| C        | Fabio Pecchia         | Napoli   | definitivo (10 miliardi ₤)  |
| A        | Filippo Inzaghi       | Atalanta | definitivo (20 miliardi ₤)  |
| A        | Daniel Fonseca        | Roma     | definitivo (9 miliardi ₤)   |

| Cessioni | Cessioni            | Cessioni        | Cessioni                   |
| R.       | Nome                | a               | Modalità                   |
| -------- | ------------------- | --------------- | -------------------------- |
| P        | Davide Falcioni     | Treviso         | definitivo                 |
| D        | Massimiliano Notari | Triestina       | definitivo                 |
| D        | Sergio Porrini      | Rangers         | definitivo                 |
| C        | Attilio Lombardo    | Crystal Palace  | definitivo                 |
| C        | Vladimir Jugović    | Lazio           | definitivo                 |
| C        | Ivano Trotta        | Fiorenzuola     | definitivo                 |
| A        | Alen Bokšić         | Lazio           | definitivo                 |
| A        | Christian Vieri     | Atlético Madrid | definitivo (30 miliardi ₤) |

### Sessione autunnale
| Acquisti | Acquisti         | Acquisti | Acquisti                  |
| R.       | Nome             | da       | Modalità                  |
| -------- | ---------------- | -------- | ------------------------- |
| D        | César Pellegrín  | Danubio  | definitivo (3 miliardi ₤) |
| C        | Edgar Davids     | Milan    | definitivo (9 miliardi ₤) |
| A        | Marcelo Zalayeta | Peñarol  | definitivo (5 miliardi ₤) |

| Cessioni | Cessioni          | Cessioni       | Cessioni   |
| R.       | Nome              | a              | Modalità   |
| -------- | ----------------- | -------------- | ---------- |
| D        | Marco Zamboni     | Napoli         | definitivo |
| C        | Raffaele Ametrano | Empoli         | prestito   |
| A        | Michele Padovano  | Crystal Palace | definitivo |

## Risultati

### Serie A

#### Girone di andata
| Arbitro: | Borriello (Mantova) |

|                            |           |  |
| F. Inzaghi 84’ Conte 90+4’ | Marcatori |  |

| Roma 14 settembre 1997, ore 20:30 CEST 2ª giornata | Roma            | 0 – 0 referto | Juventus | Stadio Olimpico (67 639 spett.)\| Arbitro: \| Treossi (Forlì) \| |
| Arbitro:                                           | Treossi (Forlì) |               |          |                                                                  |

| Arbitro: | De Santis (Tivoli) |

|                                                            |           |  |
| Filippini 7’ (aut.) Conte 36’ F. Inzaghi 38’ Del Piero 56’ | Marcatori |  |

| Arbitro: | Boggi (Salerno) |

|             |           |                  |
| Morales 16’ | Marcatori | 90+2’ F. Inzaghi |

| Arbitro: | Bazzoli (Merano) |

|                              |           |                     |
| F. Inzaghi 33’ Del Piero 36’ | Marcatori | 24’ (aut.) Pessotto |

| Arbitro: | Ceccarini (Livorno) |

|  |           |                                                                       |
|  | Marcatori | 45+2’ (aut.) Ingesson 63’, 81’ Zidane 88’ Del Piero 90’ (aut.) Garzya |

| Arbitro: | Cesari (Genova) |

|                                                              |           |               |
| Conte 36’ F. Inzaghi 68’ Del Piero 72’ (rig.) N. Amoruso 89’ | Marcatori | 14’ Locatelli |

| Arbitro: | Braschi (Prato) |

|                 |           |                        |
| C. Bellucci 58’ | Marcatori | 38’ Zidane 88’ Fonseca |

| Arbitro: | Treossi (Forlì) |

|                              |           |                       |
| Del Piero 43’ N. Amoruso 82’ | Marcatori | 34’ Chiesa 45’ Crespo |

| Arbitro: | Messina (Bergamo) |

|                    |           |                |
| Ferrara 27’ (aut.) | Marcatori | 32’ F. Inzaghi |

| Arbitro: | Boggi (Salerno) |

|                           |           |                     |
| Del Piero 15’, 34’ (rig.) | Marcatori | 26’ (rig.) Marcolin |

| Arbitro: | Farina (Novi Ligure) |

|             |           |             |
| Piovani 80’ | Marcatori | 78’ Fonseca |

| Arbitro: | Serena (Bassano del Grappa) |

|                                                           |           |                                        |
| F. Inzaghi 15’ Del Piero 16’, 27’, 55’ Tonetto 79’ (aut.) | Marcatori | 41’ Florijančič 74’ (rig.) C. Esposito |

| Arbitro: | Braschi (Prato) |

|               |           |  |
| Djorkaeff 47’ | Marcatori |  |

| Arbitro: | Tombolini (Ancona) |

|                                     |           |  |
| Del Piero 27’ (rig.) C. Ferrara 76’ | Marcatori |  |

| Arbitro: | Bazzoli (Merano) |

|                 |           |                                   |
| Kolyvanov 90+3’ | Marcatori | 10’, 20’ F. Inzaghi 60’ Del Piero |

| Arbitro: | Bolognino (Milano) |

|                             |           |            |
| Conte 65’ Zidane 72’, 90+2’ | Marcatori | 71’ Caccia |

#### Girone di ritorno
| Arbitro: | Collina (Viareggio) |

|  |           |                             |
|  | Marcatori | 45+2’ Iuliano 89’ Del Piero |

| Arbitro: | Messina (Bergamo) |

|                                       |           |                  |
| Zidane 45+2’ Del Piero 49’ Davids 65’ | Marcatori | 57’ Paulo Sérgio |

| Arbitro: | Bettin (Padova) |

|            |           |                |
| Savino 73’ | Marcatori | 52’ F. Inzaghi |

| Arbitro: | Rodomonti (Teramo) |

|                                         |           |  |
| Del Piero 5’ F. Inzaghi 11’ Fonseca 78’ | Marcatori |  |

| Arbitro: | Cesari (Genova) |

|                                        |           |  |
| Firicano 31’ Oliveira 34’ Robbiati 79’ | Marcatori |  |

| Arbitro: | De Santis (Tivoli) |

|                    |           |  |
| Neqrouz 19’ (aut.) | Marcatori |  |

| Arbitro: | Ceccarini (Livorno) |

|             |           |               |
| Bachini 76’ | Marcatori | 89’ Del Piero |

| Arbitro: | Racalbuto (Gallarate) |

|                              |           |                          |
| Del Piero 45+1’ Zalayeta 75’ | Marcatori | 69’ Turrini 90+2’ Protti |

| Arbitro: | Boggi (Salerno) |

|                       |           |                                |
| Stanić 36’ Crippa 40’ | Marcatori | 55’ Tacchinardi 60’ F. Inzaghi |

| Arbitro: | Braschi (Prato) |

|                                               |           |                  |
| Del Piero 12’ (rig.), 39’ F. Inzaghi 60’, 83’ | Marcatori | 33’ (rig.) Boban |

| Arbitro: | Collina (Viareggio) |

|  |           |                |
|  | Marcatori | 60’ F. Inzaghi |

| Arbitro: | Borriello (Mantova) |

|                          |           |  |
| Zidane 53’ Del Piero 81’ | Marcatori |  |

| Arbitro: | Rodomonti (Teramo) |

|  |           |             |
|  | Marcatori | 70’ Pecchia |

| Arbitro: | Ceccarini (Livorno) |

|               |           |  |
| Del Piero 21’ | Marcatori |  |

| Vicenza 3 maggio 1998, ore 16:00 CEST 32ª giornata | Vicenza         | 0 – 0 referto | Juventus | Stadio Romeo Menti\| Arbitro: \| Cesari (Genova) \| |
| Arbitro:                                           | Cesari (Genova) |               |          |                                                     |

| Arbitro: | Boggi (Salerno) |

|                          |           |                             |
| F. Inzaghi 34’, 50’, 81’ | Marcatori | 11’ Kolyvanov 56’ R. Baggio |

| Arbitro: | Bazzoli (Merano) |

|                     |           |             |
| Caccia 45+3’ (rig.) | Marcatori | 69’ Fonseca |

### UEFA Champions League

#### Fase a gironi
| Arbitro: | Heynemann |

|                                                                |           |                       |
| Del Piero 3’, 11’ (rig.) Inzaghi 34’ Zidane 67’ Birindelli 81’ | Marcatori | 58’ (rig.) Van Gastel |

| Arbitro: | López Nieto |

|                                      |           |                         |
| Sheringham 37’ Scholes 69’ Giggs 89’ | Marcatori | 1’ Del Piero 90’ Zidane |

| Arbitro: | Steinborn |

|  |           |               |
|  | Marcatori | 34’ Del Piero |

| Arbitro: | Ansuátegui Roca |

|                                       |           |                                    |
| Del Piero 42’ Amoruso 59’ Fonseca 60’ | Marcatori | 66’ Ljubars'kyj 70’ (aut.) Ferrara |

| Arbitro: | Levnikov |

|               |           |  |
| Cruz 66’, 87’ | Marcatori |  |

| Arbitro: | Veissière |

|             |           |  |
| Inzaghi 84’ | Marcatori |  |

#### Fase a eliminazione diretta
| Arbitro: | Durkin |

|             |           |           |
| Inzaghi 69’ | Marcatori | 56’ Husin |

| Arbitro: | Batta |

|            |           |                                        |
| Rebrov 54’ | Marcatori | 29’, 65’, 73’ F. Inzaghi 88’ Del Piero |

| Arbitro: | Levnikov |

|                                                    |           |              |
| Del Piero 35’, 45+3’ (rig.), 62’ (rig.) Zidane 87’ | Marcatori | 45’ Costinha |

| Arbitro: | Meier |

|                                  |           |                              |
| Léonard 38’ Henry 50’ Špehar 83’ | Marcatori | 15’ N. Amoruso 74’ Del Piero |

| Arbitro: | Krug |

|  |           |               |
|  | Marcatori | 66’ Mijatović |

### Coppa Italia

#### Turni eliminatori
| Arbitro: | Bettin (Padova) |

|              |           |           |
| Franzini 42’ | Marcatori | 56’ Conte |

| Arbitro: | Preschern (Mestre) |

|                                                           |           |  |
| Delpiano 7’ (aut.) N. Amoruso 46’ (rig.) Fonseca 68’, 86’ | Marcatori |  |

| Arbitro: | Bolognino (Milano) |

|                              |           |  |
| N. Amoruso 32’ Del Piero 54’ | Marcatori |  |

| Arbitro: | Serena (Bassano del Grappa) |

|  |           |                |
|  | Marcatori | 26’ Birindelli |

#### Fase finale
| Arbitro: | Treossi (Forlì) |

|                                 |           |                           |
| Rui Costa 5’ Montero 42’ (aut.) | Marcatori | 64’ F. Inzaghi 73’ Zidane |

| Torino 20 gennaio 1998, ore 20:45 CET Quarti di finale - Ritorno | Juventus           | 0 – 0 referto | Fiorentina | Stadio delle Alpi\| Arbitro: \| Rodomonti (Teramo) \| |
| Arbitro:                                                         | Rodomonti (Teramo) |               |            |                                                       |

| Arbitro: | Treossi (Forlì) |

|  |           |            |
|  | Marcatori | 22’ Bokšić |

| Arbitro: | Pellegrino (Barcellona Pozzo di Gotto) |

|                 |           |                                  |
| Nedvěd 63’, 66’ | Marcatori | 35’ Fonseca 90+3’ (aut.) Favalli |

### Supercoppa italiana
| Arbitro: | Bazzoli (Merano) |

|                               |           |  |
| F. Inzaghi 49’, 55’ Conte 80’ | Marcatori |  |

## Statistiche

### Statistiche di squadra
Statistiche aggiornate al 20 maggio 1998.
| Competizione          | Punti | In casa | In casa | In casa | In casa | In casa | In casa | In trasferta | In trasferta | In trasferta | In trasferta | In trasferta | In trasferta | Totale | Totale | Totale | Totale | Totale | Totale | DR  |
| Competizione          | Punti | G       | V       | N       | P       | Gf      | Gs      | G            | V            | N            | P            | Gf           | Gs           | G      | V      | N      | P      | Gf     | Gs     | DR  |
| --------------------- | ----- | ------- | ------- | ------- | ------- | ------- | ------- | ------------ | ------------ | ------------ | ------------ | ------------ | ------------ | ------ | ------ | ------ | ------ | ------ | ------ | --- |
| Serie A               | 74    | 17      | 15      | 2       | 0       | 45      | 14      | 17           | 6            | 9            | 2            | 22           | 14           | 34     | 21     | 11     | 2      | 67     | 28     | +39 |
| Coppa Italia          | -     | 4       | 2       | 1       | 1       | 6       | 1       | 4            | 1            | 3            | 0            | 6            | 5            | 8      | 3      | 4      | 1      | 12     | 6      | +6  |
| UEFA Champions League | -     | 5       | 4       | 1       | 0       | 14      | 5       | 5            | 2            | 0            | 3            | 9            | 9            | 11     | 6      | 1      | 4      | 23     | 15     | +8  |
| Supercoppa italiana   | -     | 1       | 1       | 0       | 0       | 3       | 0       | -            | -            | -            | -            | -            | -            | 1      | 1      | 0      | 0      | 3      | 0      | +3  |
| Totale                | -     | 27      | 22      | 4       | 1       | 68      | 20      | 26           | 9            | 12           | 5            | 37           | 28           | 54     | 31     | 16     | 7      | 105    | 49     | +56 |

### Andamento in campionato
| Giornata  | 1 | 2 | 3 | 4 | 5 | 6 | 7 | 8 | 9 | 10 | 11 | 12 | 13 | 14 | 15 | 16 | 17 | 18 | 19 | 20 | 21 | 22 | 23 | 24 | 25 | 26 | 27 | 28 | 29 | 30 | 31 | 32 | 33 | 34 |
| --------- | - | - | - | - | - | - | - | - | - | -- | -- | -- | -- | -- | -- | -- | -- | -- | -- | -- | -- | -- | -- | -- | -- | -- | -- | -- | -- | -- | -- | -- | -- | -- |
| Luogo     | C | T | C | T | C | T | C | T | C | T  | C  | T  | C  | T  | C  | T  | C  | T  | C  | T  | C  | T  | C  | T  | C  | T  | C  | T  | C  | T  | C  | T  | C  | T  |
| Risultato | V | N | V | N | V | V | V | V | N | N  | V  | N  | V  | P  | V  | V  | V  | V  | V  | N  | V  | P  | V  | N  | N  | N  | V  | V  | V  | V  | V  | N  | V  | N  |
| Posizione | 1 | 3 | 2 | 3 | 2 | 2 | 2 | 2 | 2 | 2  | 2  | 2  | 2  | 2  | 2  | 2  | 1  | 1  | 1  | 1  | 1  | 1  | 1  | 1  | 1  | 1  | 1  | 1  | 1  | 1  | 1  | 1  | 1  | 1  |

Fonte:  Serie A 1997/1998, su calcio.com.
Legenda:

Luogo: C = Casa; T = Trasferta. Risultato: V = Vittoria; N = Pareggio; P = Sconfitta.

### Statistiche dei giocatori
| Giocatore       | Serie A  | Serie A | Serie A     | Serie A    | Coppa Italia | Coppa Italia | Coppa Italia | Coppa Italia | UEFA Champions League | UEFA Champions League | UEFA Champions League | UEFA Champions League | Supercoppa italiana | Supercoppa italiana | Supercoppa italiana | Supercoppa italiana | Totale   | Totale | Totale      | Totale     |
| Giocatore       | Presenze | Reti    | Ammonizioni | Espulsioni | Presenze     | Reti         | Ammonizioni  | Espulsioni   | Presenze              | Reti                  | Ammonizioni           | Espulsioni            | Presenze            | Reti                | Ammonizioni         | Espulsioni          | Presenze | Reti   | Ammonizioni | Espulsioni |
| --------------- | -------- | ------- | ----------- | ---------- | ------------ | ------------ | ------------ | ------------ | --------------------- | --------------------- | --------------------- | --------------------- | ------------------- | ------------------- | ------------------- | ------------------- | -------- | ------ | ----------- | ---------- |
| R. Ametrano     | 0        | 0       | 0           | 0          | 1            | 0            | 0            | 0            | 0                     | 0                     | 0                     | 0                     | 0                   | 0                   | 0                   | 0                   | 1        | 0      | 0           | 0          |
| N. Amoruso      | 10       | 2       | 0           | 0          | 4            | 2            | 0            | 0            | 4                     | 2                     | 0                     | 0                     | 0                   | 0                   | 0                   | 0                   | 18       | 6      | 0           | 0          |
| S. Aronica      | 1        | 0       | 0           | 0          | 0            | 0            | 0            | 0            | 0                     | 0                     | 0                     | 0                     | 0                   | 0                   | 0                   | 0                   | 1        | 0      | 0           | 0          |
| A. Birindelli   | 29       | 0       | 8           | 0          | 7            | 1            | 0            | 1            | 10                    | 1                     | 0                     | 0                     | 1                   | 0                   | 0                   | 0                   | 47       | 2      | 8           | 1          |
| A. Conte        | 28       | 4       | 4           | 0          | 6            | 1            | 0            | 0            | 9                     | 0                     | 3                     | 0                     | 1                   | 1                   | 0                   | 0                   | 44       | 6      | 7           | 0          |
| E. Davids       | 20       | 1       | 9           | 0          | 2            | 0            | 0            | 0            | 5                     | 0                     | 2                     | 0                     | 0                   | 0                   | 0                   | 0                   | 27       | 1      | 11          | 0          |
| A. Del Piero    | 32       | 21      | 3           | 0          | 4            | 1            | 0            | 0            | 10                    | 10                    | 2                     | 0                     | 1                   | 0                   | 0                   | 0                   | 47       | 32     | 5           | 0          |
| D. Deschamps    | 25       | 0       | 5           | 0          | 0            | 0            | 0            | 0            | 8                     | 0                     | 1                     | 1                     | 1                   | 0                   | 0                   | 0                   | 34       | 0      | 6           | 1          |
| A. Di Livio     | 30       | 0       | 3           | 0          | 6            | 0            | 0            | 0            | 7                     | 0                     | 0                     | 1                     | 1                   | 0                   | 0                   | 0                   | 44       | 0      | 3           | 1          |
| Dimas           | 21       | 0       | 5           | 0          | 6            | 0            | 0            | 0            | 8                     | 0                     | 1                     | 0                     | 0                   | 0                   | 0                   | 0                   | 35       | 0      | 6           | 0          |
| C. Ferrara      | 17       | 1       | 2           | 0          | 2            | 0            | 0            | 0            | 5                     | 0                     | 2                     | 0                     | 1                   | 0                   | 0                   | 0                   | 25       | 1      | 4           | 0          |
| D. Fonseca      | 15       | 4       | 0           | 0          | 8            | 3            | 0            | 0            | 6                     | 1                     | 0                     | 0                     | 0                   | 0                   | 0                   | 0                   | 29       | 8      | 0           | 0          |
| L. Giandomenico | 0        | 0       | 0           | 0          | 1            | 0            | 0            | 0            | 0                     | 0                     | 0                     | 0                     | 0                   | 0                   | 0                   | 0                   | 1        | 0      | 0           | 0          |
| F. Inzaghi      | 31       | 18      | 2           | 0          | 4            | 1            | 0            | 0            | 10                    | 6                     | 0                     | 0                     | 1                   | 2                   | 1                   | 0                   | 46       | 27     | 3           | 0          |
| M. Iuliano      | 25       | 1       | 9           | 1          | 7            | 0            | 0            | 0            | 10                    | 0                     | 0                     | 0                     | 0                   | 0                   | 0                   | 0                   | 42       | 1      | 9           | 1          |
| P. Montero      | 26       | 0       | 6           | 1          | 5            | 0            | 0            | 1            | 7                     | 0                     | 2                     | 0                     | 1                   | 0                   | 0                   | 0                   | 39       | 0      | 8           | 2          |
| M. Padovano     | 1        | 0       | 0           | 0          | 2            | 0            | 0            | 0            | 0                     | 0                     | 0                     | 0                     | 1                   | 0                   | 1                   | 0                   | 4        | 0      | 1           | 0          |
| F. Pecchia      | 21       | 1       | 2           | 0          | 8            | 0            | 0            | 0            | 5                     | 0                     | 1                     | 0                     | 1                   | 0                   | 0                   | 0                   | 35       | 1      | 3           | 0          |
| A. Peruzzi      | 31       | -25     | 0           | 0          | 1            | -1           | 0            | 0            | 11                    | -15                   | 0                     | 0                     | 1                   | 0                   | 0                   | 0                   | 44       | -41    | 0           | 0          |
| G. Pessotto     | 21       | 0       | 0           | 0          | 7            | 0            | 0            | 0            | 8                     | 0                     | 1                     | 0                     | 1                   | 0                   | 0                   | 0                   | 37       | 0      | 1           | 0          |
| M. Rampulla     | 5        | -3      | 0           | 0          | 7            | -5           | 0            | 0            | 1                     | 0                     | 0                     | 0                     | 0                   | 0                   | 0                   | 0                   | 13       | -8     | 0           | 0          |
| M. Rigoni       | 0        | 0       | 0           | 0          | 1            | 0            | 0            | 0            | 0                     | 0                     | 0                     | 0                     | 0                   | 0                   | 0                   | 0                   | 1        | 0      | 0           | 0          |
| A. Tacchinardi  | 23       | 1       | 6           | 1          | 8            | 0            | 0            | 0            | 10                    | 0                     | 1                     | 0                     | 1                   | 0                   | 0                   | 0                   | 42       | 1      | 7           | 1          |
| M. Torricelli   | 20       | 0       | 3           | 0          | 6            | 0            | 0            | 0            | 7                     | 0                     | 1                     | 0                     | 0                   | 0                   | 0                   | 0                   | 33       | 0      | 4           | 0          |
| M. Zalayeta     | 5        | 1       | 0           | 0          | 2            | 0            | 0            | 0            | 0                     | 0                     | 0                     | 0                     | 0                   | 0                   | 0                   | 0                   | 7        | 1      | 0           | 0          |
| M. Zamboni      | 1        | 0       | 0           | 0          | 2            | 0            | 0            | 0            | 0                     | 0                     | 0                     | 0                     | 0                   | 0                   | 0                   | 0                   | 3        | 0      | 0           | 0          |
| Z. Zidane       | 32       | 7       | 3           | 0          | 4            | 1            | 0            | 0            | 11                    | 3                     | 1                     | 0                     | 1                   | 0                   | 0                   | 0                   | 48       | 11     | 4           | 0          |